# Danny Buijs
Danny Buijs, né le 21 juin 1982 à Dordrecht aux Pays-Bas, est un footballeur et entraîneur néerlandais qui joue comme milieu de terrain. Il est actuellement l'entraîneur du Fortuna Sittard.

## Palmarès
Feyenoord Rotterdam
- Coupe des Pays-Bas
  - Vainqueur (1) : 2008

 Kilmarnock FC
- Coupe de la Ligue d'Écosse
  - Vainqueur (1) : 2012

## Vie privée
Danny est le grand frère de Jordy Buijs, également footballeur. Il a été formé, lui aussi, au Feyenoord Rotterdam.